# Fonte da Amoreira
A Fonte da Amoreira é um fontanário no concelho de Monchique, no distrito de Faro, em Portugal.

## Descrição
A Fonte da Amoreira está situada junto à Estrada Nacional 266. Faz parte do Sítio de Interesse Comunitário de Monchique, no âmbito do Plano Sectorial da Rede Natura 2000.
A estrutura é composta por uma fonte com um tanque, ladeada por dois bancos, formando um conjunto semi-circular. O espaldar da fonte e as costas dos bancos foram decorados com painéis de azulejos em tons azuis e brancos, produzidos na Fábrica Lusitânia, e que representam obras dos cantoneiros e da instalação da estrada. Apresenta uma mistura de estilos regionalista e  Art Déco, sendo este último visível nas linhas direitas e nas formas geométricas, principamente os degraus escalonados, enquanto que os painéis de azulejos e os rebocos do tipo tirolês apresentam uma maior feição regionalista.

## História
Durante cerca de meados do século XX, a Junta Autónoma de Estradas iniciou um vasto programa para o desenvolvimento da rede rodoviária nacional, que incluía igualmente a construção de fontanários ao longo das estradas, para apoio dos viajantes, e que se tornaram importantes monumentos a nivel regional. O concelho de Monchique foi um dos abrangidos por este programa, tendo sido construídas ou beneficiadas várias fontes, incluindo a da Amoreira. De acordo com a data presente nos azulejos, a fonte terá sido instalada em 1934.